# Azure DevOps Server
Azure DevOps Server is een product van Microsoft voor versiebeheer, geautomatiseerde builds, testen en releasemanagement. Met het pakket kan een volledige levenscyclus van een softwarematige toepassing worden bijgehouden, en er zijn mogelijkheden voor DevOps voor een verbeterde delivery met hoge kwaliteit.

## Beschrijving
Azure DevOps Server was voorheen bekend onder de namen Team Foundation Server (TFS) en Visual Studio Team System (VSTS). De ontwikkeling startte in 2005 en een eerste versie verscheen een jaar later. In 2018 is de naam hernoemd naar Azure DevOps, waarbij 'Services' een online cloud-gebaseerde versie is, en 'Server' een lokale versie.
De cloudversie draait op het Microsoft Azure-platform en behoeft geen installatie. Door het inloggen met een Microsoft-account kan een gebruiker een omgeving met projecten en teamleden aanmaken.
Voor het versiebeheer ondersteunt het product Team Foundation Version Control, en vanaf TFS 2013 ook Git als repository.

## Geschiedenis
- Visual Studio 2005 Team System (2006)
- Visual Studio Team System 2008 (2008)
- Team Foundation Server 2010 (2010)
- Team Foundation Server 2012 (2012)
- Team Foundation Server 2013 (2013)
- Team Foundation Server 2015 (2015)
- Visual Studio Team Services (2015, cloudversie)
- Team Foundation Server 2017 (2017)
- Team Foundation Server 2018 (2017)
- Azure DevOps Services (2018, cloudversie)
- Azure DevOps Server 2019 (2019)
- Azure DevOps Server 2022 (2022 (RC2))